# Saint-Jans-Cappel
Saint-Jans-Cappel, niederländisch Sint-Janskappel, ist eine französische Gemeinde mit 1609 Einwohnern (Stand 1. Januar 2022) im Département Nord in der Region Hauts-de-France. Sie gehört zum Arrondissement Dunkerque und ist Mitglied im Gemeindeverband Cœur de Flandre Agglo. Die Bewohner werden Cappellois und Cappelloises genannt. In Saint-Jans-Cappel wird auch Westflämisch gesprochen.

## Geografie

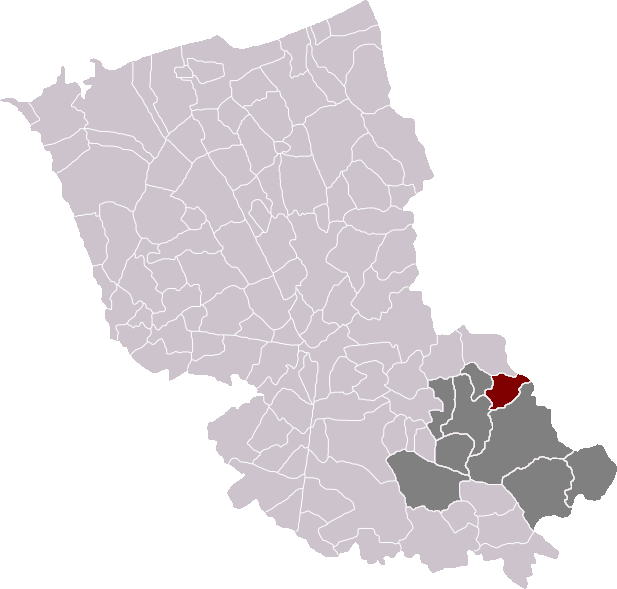
Lage von Saint-Jans-Cappel im Arrondissement Dunkerque

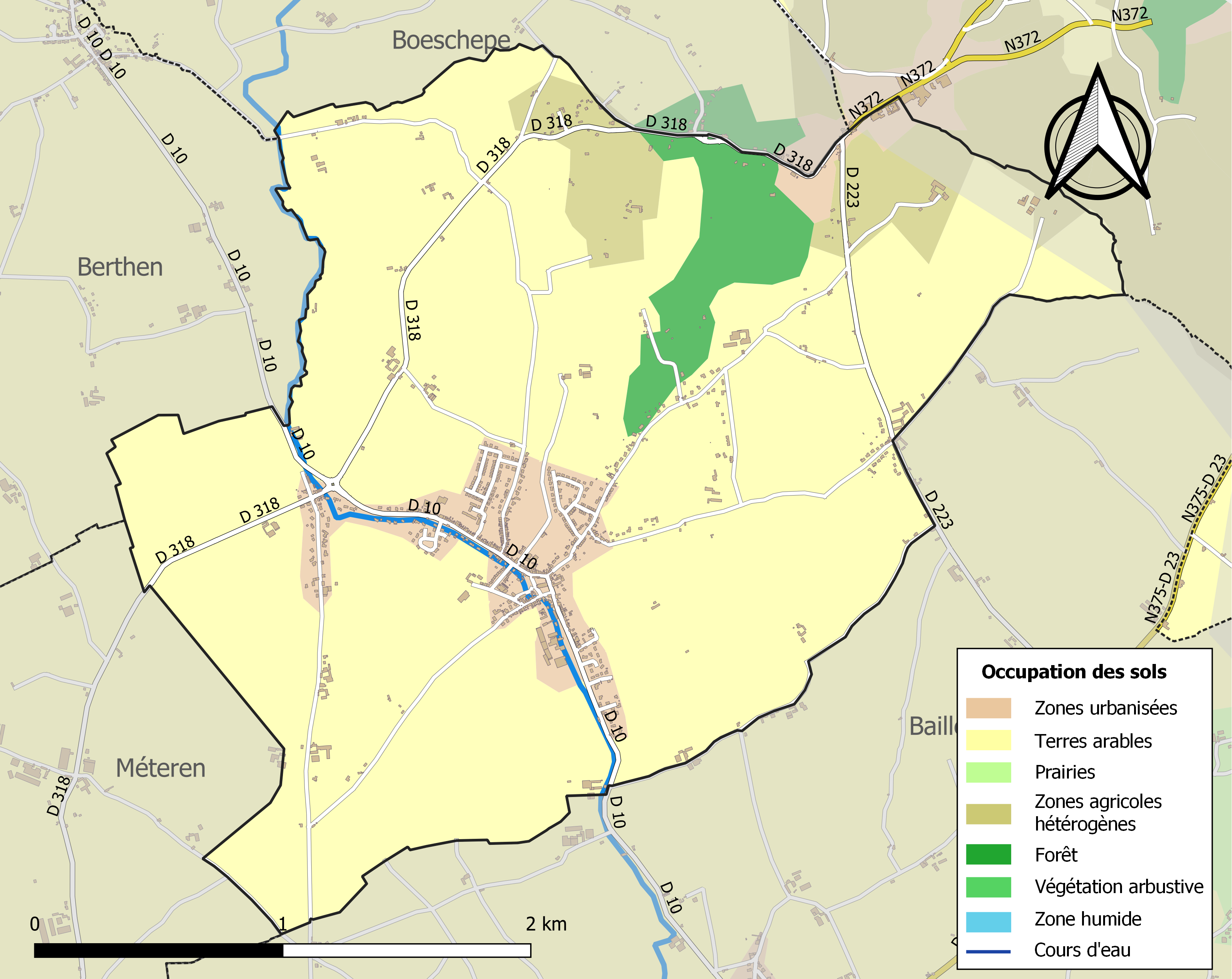
Bodennutzung, Hydrografie und Infrastruktur der Gemeinde (2018)

Saint-Jans-Cappel liegt in Französisch-Flandern etwa 39 Kilometer südsüdöstlich von Dünkirchen und etwa 29 Kilometer nordwestlich von Lille an der Grenze zu Belgien. Die Gemeinde befindet sich in der Région naturelle Houtland. Neben dem geschlossenen Siedlungsbild des Y-förmigen Straßendorfes Saint-Jans-Cappel liegen im Gemeindegebiet zahlreiche verstreute Einzelhöfe sowie der kleine Ortsteil La Sapinière.
Das überwiegend flache Gemeindegebiet wird durch die Becque du Mont Noir entwässert, die nach Süden zur Leie (Lys) fließt. Im Kernort Saint-Jans-Cappel nimmt die Becque du Mont Noir die aus Nordwesten kommende Capelle Becque auf. Das Zentrum befindet sich auf etwa 30 m Höhe. Höchster Punkt im Gemeindegebiet ist die markante Kuppe des 152 m hohen Mont Noir (Zwarteberg), der als Teil des Westflämischen Hügellandes die Becken der Yser (IJzer) im Norden vom Becken der Leie im Süden trennt.
Ein Teil des nördlichen Gebiets von Saint-Jans-Cappel gehört zur ZNIEFF-Naturzone „Le Mont Noir“ (310013740).
Rund 88 % der Fläche der Gemeinde werden landwirtschaftlich genutzt, der Anteil bebauter Fläche beträgt rund 8 %, rund 5 % sind bewaldet, insbesondere am Fuß des Mont Noir (Stand: 2018).
Nachbargemeinden von Saint-Jans-Cappel sind Heuvelland (Belgien) im Nordosten, Bailleul im Südosten und Süden, Méteren im Südwesten, Berthen im Westen sowie Boeschepe im Nordwesten.

## Geschichte
Die Gemeinde Saint-Jans-Cappel entstand in ihrer heutigen Ausdehnung in der Zeit der Französischen Revolution. Das Gebiet war zuvor lange Teil der Ambacht Bailleul.
Trotz der Randlage der Gemeinde hinterließ die Revolution auch in Saint-Jans-Cappel ihre Spuren. So wurde die Kirche geschlossen und das Mobiliar versteigert. Am 14. Mai 1794 kauften die Einwohner die Kirche für die Summe von 42.500 Franc zurück. Acht Jahre später fanden nach der Unterzeichnung des Konkordats zwischen Napoleon und Papst Pius VII. wieder die ersten öffentlichen Gottesdienste statt.
Unruhe herrschte im tief katholischen Französisch-Flandern zu Beginn des 20. Jahrhunderts durch das Gesetz zur Trennung von Kirche und Staat.
In der Zeit zwischen Oktober 1914 und April 1918 war Saint-Jans-Cappel ein einziges Militärlager für französische und britische Soldaten aller Waffengattungen hinter der nahen Frontlinie. Das änderte sich im März 1918, als durch die Offensive der Deutschen in Richtung Armentières alle Einwohner von Saint-Jans-Cappel evakuiert werden mussten. Durch Bomben und Artilleriegeschosse kam es im Dorf zu erheblichen Verwüstungen, die meisten Häuser waren nach Kriegsende Ruinen. 54 Bewohner der Gemeinde verloren im Ersten Weltkrieg ihr Leben. Der Wiederaufbau des Dorfes dauerte etwa zehn Jahre.
Nach Beginn des Westfeldzuges am 10. Mai 1940 erreichten die deutschen Truppen Saint-Jans-Cappel, das über vier Jahre lang besetzt blieb, ehe es am 6. September 1944 befreit wurde.

## Bevölkerungsentwicklung
| Jahr                       | 1962 | 1968 | 1975 | 1982 | 1990 | 1999 | 2011 | 2022 |
| Einwohner                  | 1072 | 1060 | 1145 | 1105 | 1351 | 1472 | 1707 | 1609 |
| Quellen: Cassini und INSEE |      |      |      |      |      |      |      |      |

Im Jahr 2016 wurde mit 1730 Bewohnern die bisher höchste Einwohnerzahl ermittelt. Die Zahlen basieren auf den Daten von cassini.ehess und INSEE.

## Kultur und Sehenswürdigkeiten
In Saint-Jans-Cappel wurde ein Literaturmuseum (Musée Marguerite Yourcenar) eingerichtet, das dem Werk der Schriftstellerin Marguerite Yourcenar (1903–1987) gewidmet ist, die als erste Frau in die Académie française aufgenommen wurde.
Auf dem Gelände am Südhang des Mont Noir, das bis 1913 der Familie Cleenewerck Crayencour (Vater von Marguerite Yourcenar) gehörte, befindet sich ein öffentlich zugänglicher Park, der ebenfalls den Namen der Schriftstellerin trägt.
In der Villa Départementale Marguerite Yourcenar am Südhang des Mont Noir finden seit 1997 Lesungen, Theateraufführungen, Buchmessen, Schreibwettbewerbe, Workshops und Ehrungen statt.
Auf dem Soldatenfriedhof nahe dem Mont Noir ruhen Gefallene des Ersten Weltkrieges, hauptsächlich aus Großbritannien und Frankreich.

### Sehenswürdigkeiten
- Pfarrkirche Saint-Jean-Baptiste (Johannes der Täufer / Sint-Janskerk) mit einem Glockenturm aus dem 16. Jahrhundert und einer bemerkenswerten Orgel
- Kapelle Bonsecours (Mariahilf-Kapelle)

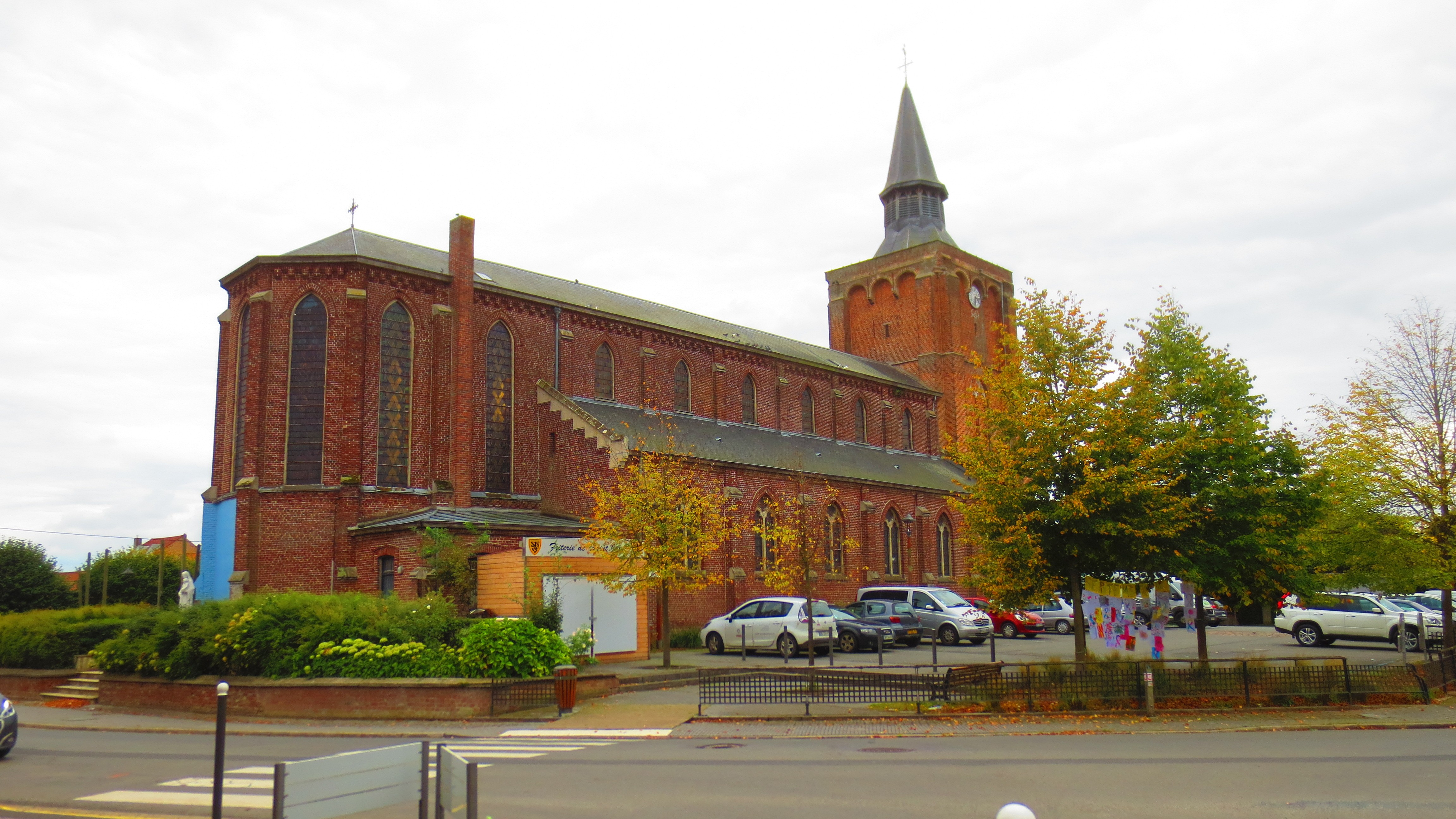
Pfarrkirche Saint-Jean-Baptiste
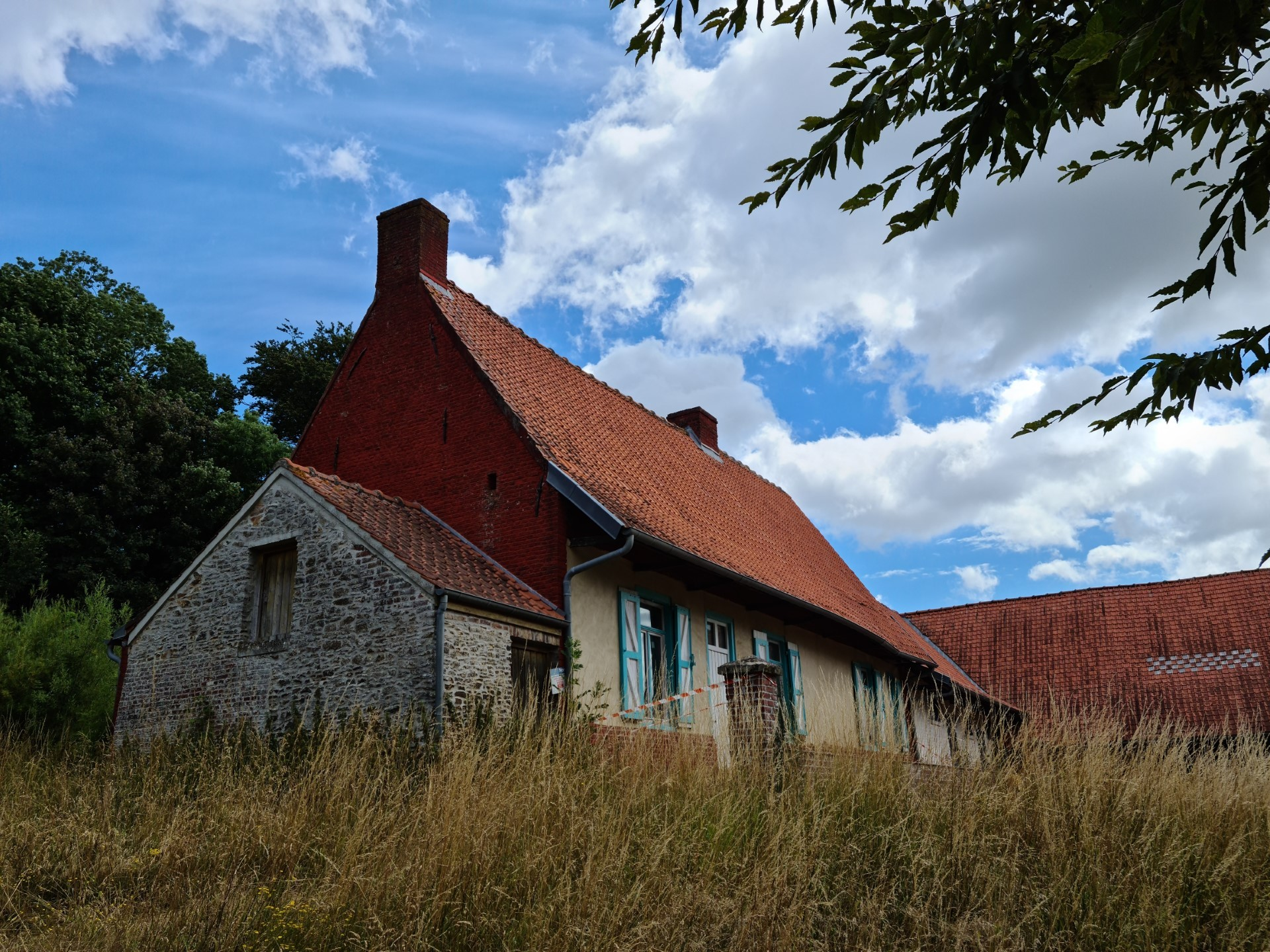
Villa Marguerite Yourcenar
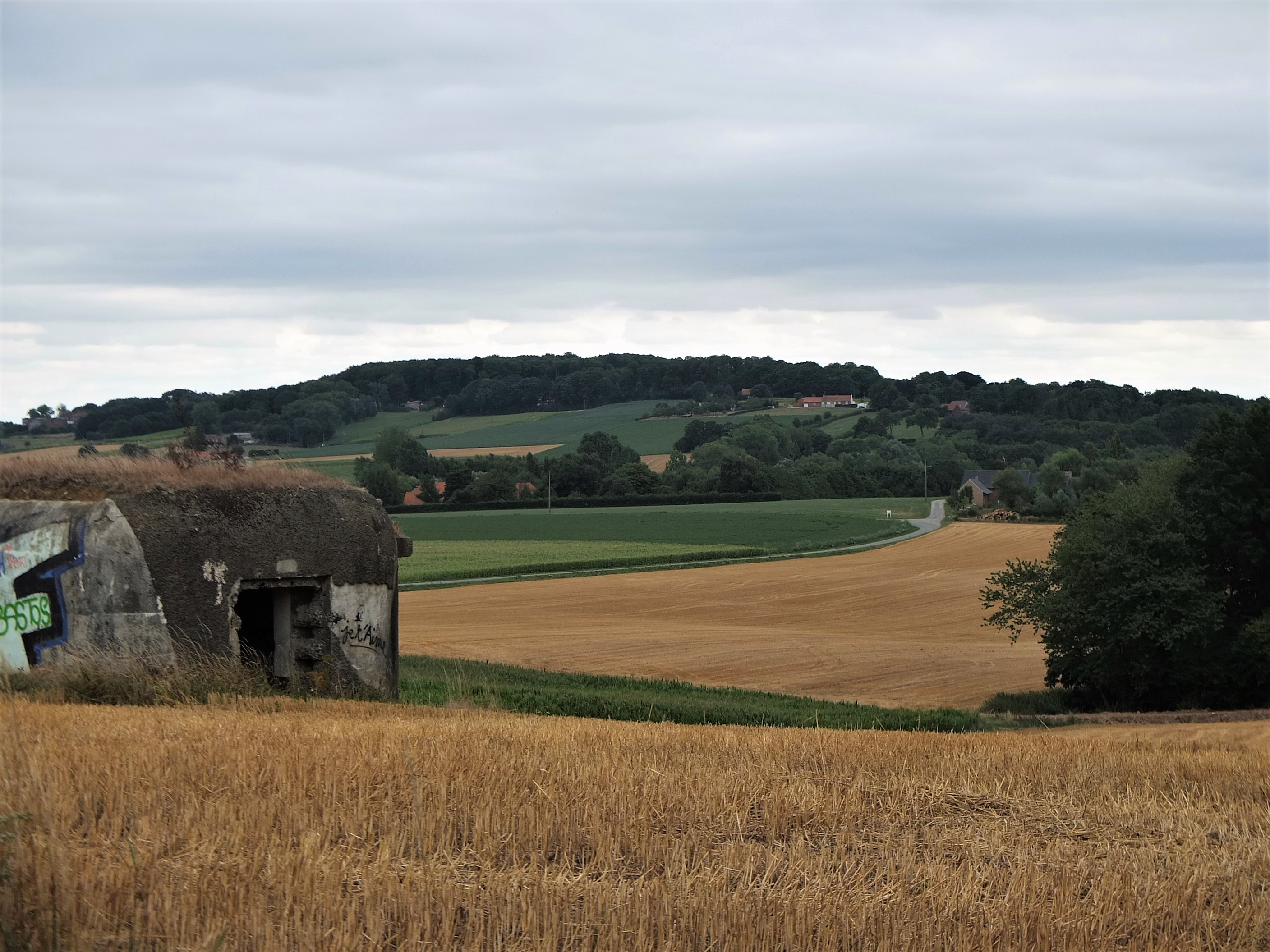
Mont noir, mit 152 m über dem Meer höchster Punkt der Gemeinde

### Folklore und Karneval
Wie in der gesamten Region Pas-de-Calais in Nordfrankreich und im benachbarten Belgien gehören auch in Saint-Jans-Cappel die auf Festen verbreiteten Riesenfiguren (Géants du Nord) zur festen Tradition. Die bekannteste Figur in Saint-Jans-Cappel ist Reuze Maman. Seit 2005 werden die Aufführungen von der UNESCO unter dem Titel Prozessionen der Riesen und Drachen aus Belgien und Frankreich als Meisterwerke des mündlichen und immateriellen Erbes der Menschheit geführt.

## Wirtschaft und Infrastruktur
Ein wichtiger Wirtschaftszweig in der Gemeinde ist die Landwirtschaft. 17 Betriebe mit einer Größe von 5 bis 60 Hektar beschäftigen sich mit dem Anbau von Weizen, Kartoffeln, Mais, Futterpflanzen und Hopfen sowie mit Tierhaltung und -produktion (Schweine, Rinder, Geflügel).
Ein weiterer Erwerbszweig ist der Tourismus, vor allem am Südhang des Mont Noir (Restaurants, Campingplatz, Reiterhof). Daneben gibt es kleinere Handwerks- und Dienstleistungsbetriebe (Lederwaren, Bodenbeläge, Fahrschule, Arztpraxis). Größter Arbeitgeber in Saint-Jans-Cappel ist aber ein medizinisch-pädagogisches Institut, das unter dem Schirm des französischen Roten Kreuzes behinderte Menschen betreut.
Saint-Jans-Cappel ist Standort einer Vor- und Grundschule (école primaire).

## Verkehr
Saint-Jans-Cappel liegt etwas abseits größerer Verkehrsachsen. Die Departementsstraße D 10 von Bailleul nach Poperinge in Belgien durchquert das Gemeindegebiet von Südost nach Nordwest. Die nachgeordneten Departementsstraßen D 223, D 318 und lokale Landstraßen verbinden das Zentrum mit den Weilern der Gemeinde und Nachbargemeinden. Busse einer Linie der Transportgesellschaft Arc-en-Ciel des Départements Nord fahren zwischen Godewaersvelde und Armentières über Bailleul.

## Belege
1. ↑  Biodiversité dans les territoires - Saint-Jans-Cappel. Inventaire national du patrimoine naturel (INPN), abgerufen am 14. Mai 2024 (französisch).
2. ↑  Répartition des superficies en 15 postes d’occupation des sols (métropole). CORINE Land Cover, 2018, abgerufen am 14. Mai 2024 (französisch).
3. ↑  Geschichtlicher Überblick. Abgerufen am 11. März 2011 (französisch).
4. ↑  Saint-Jans-Cappel auf cassini.ehess
5. ↑  Saint-Jans-Cappel auf INSEE
6. ↑  Musée Marguerite Yourcenar. Abgerufen am 11. März 2011 (französisch).
7. ↑  Parc Départemental Marguerite Yourcenar. Abgerufen am 11. März 2011 (französisch).
8. ↑  Eintrag auf ww1cemeteries.com. Archiviert vom Original (nicht mehr online verfügbar) am 28. August 2010; abgerufen am 11. März 2011 (englisch).
9. ↑  Reuze Maman auf mincoin.free.fr. Archiviert vom Original (nicht mehr online verfügbar) am 22. Mai 2016; abgerufen am 11. März 2011 (französisch).  Info: Der Archivlink wurde automatisch eingesetzt und noch nicht geprüft. Bitte prüfe Original- und Archivlink gemäß Anleitung und entferne dann diesen Hinweis.
10. ↑  Landwirtschaftsbetriebe auf annuaire-mairie.fr (französisch)
11. ↑  Vie économique. Abgerufen am 11. März 2011 (französisch).
12. ↑  Annuaire. Nationales Bildungsministerium, abgerufen am 14. Mai 2024 (französisch).
13. ↑  Plan du périmètre Flandres - Arc en Ciel. Arc-en-Ciel, abgerufen am 14. Mai 2024 (französisch).